# Le Minihic-sur-Rance
Le Minihic-sur-Rance település Franciaországban, Ille-et-Vilaine megyében. Lakosainak száma 1499 fő (2022. január 1.). Le Minihic-sur-Rance Pleurtuit és Langrolay-sur-Rance községekkel határos.

## Népesség
A település népességének változása:
| Lakosok száma | 721  | 978  | 1148 | 1298 | 1410 | 1420 | 1449 | 1483 | 1488 | 1499 |
|               | 1968 | 1982 | 1990 | 2006 | 2013 | 2015 | 2017 | 2019 | 2020 | 2022 |